# Championnats d'Asie d'athlétisme 2007
Navigation
Les 17e Championnats d'Asie d'athlétisme se sont déroulés du 25 au 29 juillet 2007 au Stade international d'Amman de Amman, en Jordanie.

## Résultats

### Hommes
| 100 m | Samuel Francis 9 s 99 (AR)                                                                            | Masahide Ueno 10 s 26                                                               | Alwaleed Abdullah 10 s 30                                               |
| 200 m | Kenji Fujimitsu 20 s 85                                                                               | Alwaleed Abdullah 20 s 98                                                           | Khalil Hahanahneh 21 s 03                                               |
| 400 m | Prasanna Amarasekara 46 s 71                                                                          | Reza Bouazar 46 s 90                                                                | Mohammad Akefian 46 s 93                                                |
| 800 m | Mohammed al-Salhi 1 min 51 s 73                                                                       | Sajjad Moradi 1 min 52 s 22                                                         | Abubaker Ali Kamal 1 min 52 s 22                                        |
| 1 500 m | Mohammed Shaween 3 min 46 s 85                                                                        | Sajjad Moradi 3 min 47 s 01                                                         | Abubaker Ali Kamal 3 min 47 s 22                                        |
| 5 000 m | Felix Kibore 14 min 7 s 12                                                                            | Abdullah Ahmad Hassan 14 min 8 s 66                                                 | Abedeen Isa Ishaq 14 min 18 s 47                                        |
| 10 000 m | Abdullah Ahmad Hassan 29 min 45 s 95                                                                  | Sedam Ali Dawoud 29 min 58 s 33                                                     | Ali Hasan Mahboob 30 min 05 s 12                                        |
| 3 000 m steeple | Ali al-Amri 8 min 40 s 25                                                                             | Zakaria Kameel Ali 8 min 40 s 49                                                    | Mustafa Ahmed Shebto 8 min 47 s 99                                      |
| 110 m haies | Tasuku Tanonaka 13 s 51                                                                               | Mohammed Essa Al-Thawadi 13 s 55                                                    | Wu Youjia 13 s 68                                                       |
| 400 m haies | Yevgeniy Meleshenko 50 s 01                                                                           | Yosuke Tsushima 50 s 14                                                             | Joseph Abraham 50 s 28                                                  |
| 20 km marche | Cui Zhide 1 h 30 min 21 s 30                                                                          | Shin Il-Yong 1 h 31 min 33 s 42                                                     | Rustom Kuwalov 1 h 32 min 37 s 56                                       |
| 4 × 100 m | Thaïlande Taweesak Pooltong Wachara Sondee Sompote Suwannarangsri Sittichai Suwonprateep 39 s 34      | Qatar Saad Al-Shahwani Samuel Francis Areef Ibrahim Badar Alwaleed Abdullah 39 s 64 | Chine Wen Yongti Cao Jian Zhang Yuan Liang Jiahong 39 s 71              |
| 4 × 400 m | Arabie saoudite Yonas Al-Hosah Mohammed Shaween Ismail Al-Sabani Mohammed Obeid Al-Salhi 3 min 5 s 96 | Sri Lanka Dulan Priyasu Rohitha Pusup Shivant Weerasuriya Asnaka Jayas 3 min 7 s 29 | Inde Sarish Paul Joseph Abraham Mortaja Shake K. M. Mathew 3 min 7 s 94 |
| Saut en hauteur | Lee Hup Wei 2,24 m                                                                                    | Jean-Claude Rabbath 2,21 m                                                          | Satoru Kubota 2,21 m                                                    |
| Saut à la perche | Mohsen Rabbani 5,35 m                                                                                 | Kim Do-kyun 5,25 m                                                                  | Takafumi Suzuki 5,10 m                                                  |
| Saut en longueur | Mohammed Salman Al-Khuwailidi 8,16 m w                                                                | Saleh Al-Haddad 8,05 m w                                                            | Li Runrun 7,84 m w                                                      |
| Triple saut | Renjith Maheswary 17,19 m w                                                                           | Kim Deok-hyeon 17,00 m                                                              | Bibu Mathew 16,64 m w                                                   |
| Poids | Navpreet Singh 19,70 m                                                                                | Chang Ming-Huang 19,66 m                                                            | Khalid Habash Al-Suwaidi 19,51 m                                        |
| Disque | Ehsan Hadadi 65,38 m CR                                                                               | Rashid Shafi Al-Dosari 63,49 m                                                      | Abbas Samimi 61,29 m                                                    |
| Marteau | Ali Al-Zinkawi 75,71 m                                                                                | Dilshod Nazarov 75,70 m                                                             | Hiroaki Doi 70,74 m                                                     |
| Javelot | Chen Qi 78,07 m                                                                                       | Park Jae-myong 75,77 m                                                              | Jung Sang-Jin 70,95 m                                                   |
| Décathlon | Ahmad Hassan Moussa 7 678 pts                                                                         | Hadi Sepehrzad 7 667 pts                                                            | Pavel Andreev 7 484 pts                                                 |
| Records et Performances - AR : Record continental (area record) - CR : Record des championnats (championship record) - MR : Record du meeting (meet record) - NR : Record national (national record) - OR : Record olympique (olympic record) - PR : Record paralympique (paralympic record) - PB : Record personnel (personal best) - SB : Meilleure performance personnelle de la saison (season's best) - WL : Meilleure performance mondiale de l'année (world leader) - WJR : Record du monde junior (world junior record) - WR : Record du monde (world record) Circonstances et Conditions - DNF : N'a pas terminé (did not finish) - DNS : N'a pas pris le départ (did not start) - DQ : Disqualification (disqualification) - NM : Aucun essai valable enregistré (No Mark) - Q : Qualifié « directement » au prochain tour (ou à la prochaine compétition), lors d'une compétition majeure, grâce au classement ou à la réalisation des minima (automatic qualifier) - q : Qualifié au prochain tour (ou à la prochaine compétition), lors d'une compétition majeure, grâce au repêchage ou à la réalisation de l'une des meilleures performances parmi celles des « non qualifiés directement » (grâce au meilleur temps ou à la meilleure distance par exemple) (secondary qualifier) | |                                                                                     |                                                                         |

### Femmes
| 100 m | Susanthika Jayasinghe 11 s 19 CR                                                            | Vũ Thị Hương 11 s 33                                                         | Zou Yingting 11 s 54                                                                               |
| 200 m | Susanthika Jayasinghe 22 s 99                                                               | Sujani Budhika 23 s 28                                                       | Vũ Thị Hương 23 s 30                                                                               |
| 400 m | Chitra Soman 53 s 01                                                                        | Asami Tanno 53 s 20                                                          | Menaka Wickramasinghe 54 s 11                                                                      |
| 800 m | Truong Thanh Hang 2 min 04 s 77                                                             | Sinimole Paulose 2 min 06 s 15                                               | Ayako Jinnouchi 2 min 08 s 75                                                                      |
| 1 500 m | Sinimole Paulose 4 min 12 s 69                                                              | Sara Bekheet 4 min 26 s 21                                                   | Truong Thanh Hang 4 min 26 s 77                                                                    |
| 5 000 m | Kareema Saleh Jasim 16 min 40 s 87                                                          | Preeja Sreedharan 16 min 56 s 16                                             | Kim Mi-Gyong 18 min 21 s 32                                                                        |
| 10 000 m | Kareema Saleh Jasim 34 min 26 s 39                                                          | Preeja Sreedharan 36 min 04 s 54                                             | Kim Mi-Gyong 38 min 29 s 90                                                                        |
| 100 m haies | Mami Ishino 13 s 26                                                                         | He Liyuan 13 s 31                                                            | Lee Yeon-Kyoung 13 s 50                                                                            |
| 400 m haies | Satomi Kubokura 56 s 74                                                                     | Ruan Zhuofen 57 s 63                                                         | Galina Pedan 59 s 13                                                                               |
| 3 000 m steeple | Zhao Yanni 10 min 48 s 18                                                                   | Marwan Bara'h 12 min 03 s 04                                                 | Leila Ebrahimi 12 min 12 s 40                                                                      |
| 20 km marche | Jiang Qiuyan 1 h 36 min 15 s 9                                                              | Bai Yanmin 1 h 38: min 09 s 6                                                | Svetlana Tolstaya 1 h 41 min 53 s 0                                                                |
| 4 × 100 m | Thaïlande Sangwan Jaksunin Supavadee Khawpeag Jutamass Tawoncharoen Nongnuch Sanrat 44 s 31 | Japon Tomoko Ishida Momoko Takahashi Sakie Nobuoka Saori Kitakaze 45 s 06    | Modèle:Taïpei chinois Lin Wen-Wen Lin Yi-Chun Chen Shu-Chuan Li Chen Yi Ru 46 s 48                 |
| 4 × 400 m | Inde Mandeep Kaur Manjeet Kaur Sini Jose Chitra Kulathummuriyil 3 min 33 s 39               | Japon Sayaka Aoki Satomi Kubokura Natsumi Watanabe Asami Tanno 3 min 33 s 82 | Kazakhstan Tatyana Khajimuradova Margarita Matsko Anna Gavryushenko Marina Maslyonko 3 min 50 s 81 |
| Saut en hauteur | Tatyana Efimenko 1,94 m =CR                                                                 | Yeketerina Yeveseyeva 1,91 m                                                 | Anna Ustinova 1,91 m                                                                               |
| Saut à la perche | Roslinda Samsu 4,20 m                                                                       | Rachel Yang Bing Jie 3,50 m                                                  | non attribuée                                                                                      |
| Saut en longueur | Olga Rypakova 6,66 m w                                                                      | Anju Bobby George 6,65 m w                                                   | Jung Soon-Ok 6,60 m w                                                                              |
| Triple saut | Olga Rypakova 14,69 m CR                                                                    | Li Sha 14,03 m w                                                             | Irina Litvinenko 13,80 m w                                                                         |
| Lancer du poids | Liu Xiangrong 17,65 m                                                                       | Corée du Sud Lee Mi-Young 16,58 m                                            | Lin Chia-Ying 16,46 m                                                                              |
| Disque | Xu Shaoyang 61,30 m                                                                         | Li Yanfeng 61,13 m                                                           | Krishna Poonia 55,38 m                                                                             |
| Marteau | Liao Xiaoyan 60,58 m                                                                        | Kang Na-Ru 57,38 m                                                           | Huang Chie-Feng 55,37 m                                                                            |
| Javelot | Buoban Phamang 58,35 m                                                                      | Kim Kyong-Ae 53,01 m                                                         | Nadeeka Lakmali 52,59 m                                                                            |
| Heptathlon | Irina Naumenko 5 617 pts                                                                    | J. J. Shobha 5 356 pts                                                       | Sushmita Singha Roy 5 154 pts                                                                      |
| Records et Performances - AR : Record continental (area record) - CR : Record des championnats (championship record) - MR : Record du meeting (meet record) - NR : Record national (national record) - OR : Record olympique (olympic record) - PR : Record paralympique (paralympic record) - PB : Record personnel (personal best) - SB : Meilleure performance personnelle de la saison (season's best) - WL : Meilleure performance mondiale de l'année (world leader) - WJR : Record du monde junior (world junior record) - WR : Record du monde (world record) Circonstances et Conditions - DNF : N'a pas terminé (did not finish) - DNS : N'a pas pris le départ (did not start) - DQ : Disqualification (disqualification) - NM : Aucun essai valable enregistré (No Mark) - Q : Qualifié « directement » au prochain tour (ou à la prochaine compétition), lors d'une compétition majeure, grâce au classement ou à la réalisation des minima (automatic qualifier) - q : Qualifié au prochain tour (ou à la prochaine compétition), lors d'une compétition majeure, grâce au repêchage ou à la réalisation de l'une des meilleures performances parmi celles des « non qualifiés directement » (grâce au meilleur temps ou à la meilleure distance par exemple) (secondary qualifier) |                                                                                             |                                                                              | |

## Tableau des médailles
| Rang | Nation          | Or | Argent | Bronze | Total |
| ---- | --------------- | -- | ------ | ------ | ----- |
| 1.   | Chine           | 7  | 5      | 4      | 16    |
| 2.   | Inde            | 5  | 5      | 5      | 15    |
| 3.   | Arabie saoudite | 5  | -      | -      | 5     |
| 4.   | Qatar           | 4  | 7      | 5      | 16    |
| 5.   | Japon           | 4  | 5      | 4      | 13    |
| 6.   | Kazakhstan      | 4  | 1      | 5      | 10    |
| 7.   | Sri Lanka       | 3  | 2      | 2      | 7     |
| 8.   | Thaïlande       | 3  | -      | -      | 3     |
| 9.   | Iran            | 2  | 4      | 3      | 9     |
| 10.  | Bahreïn         | 2  | 1      | 2      | 5     |
| 11.  | Malaisie        | 2  | -      | -      | 2     |
| 12.  | Viêt Nam        | 1  | 1      | 2      | 4     |
| 13.  | Koweït          | 1  | 1      | -      | 2     |
| 14.  | Kirghizistan    | 1  | -      | 1      | 2     |
| 15.  | Corée du Sud    | -  | 7      | 3      | 10    |
| 16.  | Taipei chinois  | -  | 1      | 3      | 4     |
| 17.  | Jordanie        | -  | 1      | 1      | 2     |
| 18.  | Liban           | -  | 1      | -      | 1     |
| 18.  | Tadjikistan     | -  | 1      | -      | 1     |
| 18.  | Singapour       | -  | 1      | -      | 1     |
| 21.  | Corée du Nord   | -  | -      | 2      | 2     |
| 22.  | Ouzbékistan     | -  | -      | 1      | 1     |